# Live in Chicago
Live in Chicago är det amerikanska rockbandet Weens femte livealbum, släppt 4 mars 2004. Konserterna som är inspelade på albumet är från den 8 & 9 november 2003. Albumet släpptes i två versioner, en CD med en bonus DVD eller en DVD med en bonus CD.
AllMusic kritikern Stephen Thomas Erlewine gav albumet 4 av 5 i betyg.

## Låtlista
Alla låtar skrevs av Ween, förutom "All My Love" av Robert Plant och John Paul Jones.
CD
1. "Take Me Away" - 3:02
2. "The Grobe" - 3:17
3. "Transdermal Celebration" - 3:33
4. "Even If You Don't" - 4:20
5. "Voodoo Lady" - 7:30
6. "The HIV Song" - 1:54
7. "Baby Bitch" - 3:26
8. "Roses Are Free" - 6:03
9. "Mutilated Lips" - 4:37
10. "Chocolate Town" - 3:23
11. "I'll Be Your Johnny on the Spot" - 4:29
12. "Buckingham Green" - 3:57
13. "Spinal Meningitis (Got Me Down)" - 3:08
14. "Pork Roll Egg and Cheese" - 2:30
15. "The Argus" - 4:57
16. "Zoloft" - 7:05
17. "Ocean Man" - 2:15

DVD
1. "Buckingham Green"
2. "Spinal Meningitis (Got Me Down"
3. "Pork Roll Egg and Cheese"
4. "Take Me Away"
5. "The Grobe"
6. "Transdermal Celebration"
7. "Even If You Don't"
8. "Voodoo Lady"
9. "Baby Bitch"
10. "The HIV Song"
11. "Roses Are Free"
12. "Mutilated Lips"
13. "Chocolate Town"
14. "I'll Be Your Johnny on the Spot"
15. "Touch My Tooter"
16. "The Argus"
17. "Zoloft"
18. "Ocean Man"
19. "Don't Laugh (I Love You)"
20. "All My Love" (Led Zeppelin cover)
21. "Big Jilm"
22. "You Fucked Up"
23. "Doctor Rock"
24. "She Fucks Me" (Encore)
25. "Booze Me Up and Get Me High"
26. "The Blarney Stone"